# 繪鞆岬
绘鞆岬（日语：／）是北海道繪鞆半島的海角。名称来源阿伊努语的“enrum”（海角），附近历来是阿伊努人的出没区域。慶長年間（1600年頃）松前藩建立了和人和土人的交易场所。幕府直轄后改到对岸的モロラン（今崎守）。繪鞆半岛以繪鞆岬为最西端，是一个与陆地相连的沙洲，延伸到室兰港，太平洋一侧的东海岸已经发育出海崖。1962年（昭和37年），为纪念开港90周年和市制实施40周年，在展望台旁边竖立了先住民慰灵碑。

## 引用
1. ↑   (PDF). 北洋銀行、北海道胆振振興局、北海道日高振興局.   [2023-03-06]. （原始内容存档 (PDF)于2023-04-02） （日语）.